# Альфа Единорога
Альфа Единорога (α Mon, α Monocerotis) — звезда в экваториальном созвездии Единорога.
Альфа Единорога — ярчайшая одинарная звезда в созвездии Единорога и находится в конце своего жизненного цикла. Внутренние изменения вызывают «раздувание» газа в звезде.
Звезда относится к классу жёлтых гигантов и имеет видимую звездную величину 3,93 (видна невооружённым глазом). Она расположена в 144 световых годах от Земли.